# Liste der Naturdenkmäler in Limeshain
Die Liste der Naturdenkmäler in Limeshain nennt die auf dem Gebiet der Gemeinde Limeshain, im Wetteraukreis (Hessen), gelegenen Naturdenkmäler. Sie sind nach dem Hessischen Gesetz über Naturschutz und Landschaftspflege (Hessisches Naturschutzgesetz – HAGBNatSchG) § 12 geschützt und bei der unteren Naturschutzbehörde des Wetteraukreises eingetragen. Die Liste entspricht dem Stand vom 1. Januar 2014.
| Bild | Bezeichnung           | Ortsteil, Lage                                                                                 | Beschreibung | Art      | Nr.     |
| ---- | --------------------- | ---------------------------------------------------------------------------------------------- | --- | -------- | ------- |
| BW   | Birnbaum              | Himbach, Flur 3, Flurstück 137 (VO), Flurstück 129 (tatsächlich) 50° 16′ 9,7″ N, 9° 0′ 46,5″ O | Birne am Waldrand, ca. 350m östlich von ND 440.281. Schutzgrund: Landschaftsprägender Altbaum.                                                                       | Birne    | 440.166 |
| BW   | Hutebuche             | Himbach, Flur 11, Flurstück 8 50° 15′ 14,4″ N, 8° 58′ 33,3″ O                                  | Weidbuche ca. 40m im Wald. Rotbuche, ca. 40m hoch. Schutzgrund: Größe, Alter.                                                                                        | Rotbuche | 440.179 |
| BW   | Eiche am Limes        | Himbach, Flur 12, Flurstück 1 50° 15′ 10,6″ N, 8° 58′ 0,6″ O                                   | Eiche am Wetterau-Limes im Wald zwischen Wall und Wachposten 4/103. Schutzgrund: Besondere Größe, prägender Baum am Limes als Relikt einer früheren Hutewaldnutzung. | Eiche    | 440.280 |
| BW   | Huteeiche am Waldrand | Hainchen, Flur 10, Flurstück 88 50° 16′ 7,6″ N, 9° 0′ 32,9″ O                                  | Huteeiche am Waldrand, ca. 350m westlich von ND 440.166. Schutzgrund: Großer, landschaftsprägender Einzelbaum mit sehr ausladender großer Krone an einem Waldrand.   | Eiche    | 440.281 |